# Peanut Butter Jelly
Peanut Butter Jelly é uma canção do duo sueco de música eletrônica Galantis. Foi lançada em 20 de abril de 2015 como o quarto single de seu primeiro álbum de estúdio, Pharmacy (2015). Tornou-se disponível em 4 de abril de 2015. É fortemente apresenta uma amostra de 1974 single "Kiss My Love Goodbye", de Bettye Swann.

## Faixas
| Digital download |                       |         |  |
| N.º              | Título                | Duração |  |
| 1.               | "Peanut Butter Jelly" | 3:23    |  |

| Digital download – remixes |                                               |         |  |
| N.º                        | Título                                        | Duração |  |
| 1.                         | "Peanut Butter Jelly" (Jacques Lu Cont Remix) | 4:47    |  |
| 2.                         | "Peanut Butter Jelly" (GTA Remix)             | 5:10    |  |
| 3.                         | "Peanut Butter Jelly" (Moska Remix)           | 5:06    |  |
| 4.                         | "Peanut Butter Jelly" (Genairo Nvilla Remix)  | 4:53    |  |

## Desempenho nas paradas

### Paradas
| Parada (2015)                                     | Melhor posição |
| ------------------------------------------------- | -------------- |
| Austrália (ARIA)                                  | 3              |
| Australia Dance (ARIA)                            | 1              |
| Áustria (Ö3 Austria Top 75)                       | 70             |
| Bélgica (Ultratip Bubbling Under de Flandres)     | 5              |
| República Checa (Rádio Top 100)                   | 6              |
| O campo songid é OBRIGATÓRIO PARA PARADA ALEMÃ    | 76             |
| Irlanda (IRMA)                                    | 21             |
| Mexico Ingles Airplay (Billboard)                 | 1              |
| Países Baixos (Single Top 100)                    | 81             |
| Nova Zelândia (Recorded Music NZ)                 | 18             |
| Noruega (VG-lista)                                | 17             |
| Escócia (Scottish Singles Chart)                  | 3              |
| Eslováquia (Rádio Top 100)                        | 80             |
| Suécia (Sverigetopplistan)                        | 17             |
| Reino Unido (UK Singles Chart)                    | 8              |
| Reino Unido (Singles Downloads Chart)             | 8              |
| Reino Unido (UK Dance Chart)                      | 3              |
| Estados Unidos (Billboard Dance/Electronic Songs) | 18             |

### Tabelas de fim-de-ano
| Tabela musical (2015)          | Melhor posição |
| ------------------------------ | -------------- |
| Austrália (ARIA Charts)        | 30             |
| Reino Unido (UK Singles Chart) | 64             |
| Suécia (Sverigetopplistan)     | 82             |

### Certificações
| País (Empresa)         | Certificação |
| ---------------------- | ------------ |
| Austrália (ARIA)       | 2× Platina   |
| Noruega (IFPI Noruega) | Platina      |
| Nova Zelândia (RMNZ)   | Ouro         |
| Reino Unido (BPI)      | Ouro         |
| Suécia (GLF)           | Ouro         |